# Otar Iosseliani

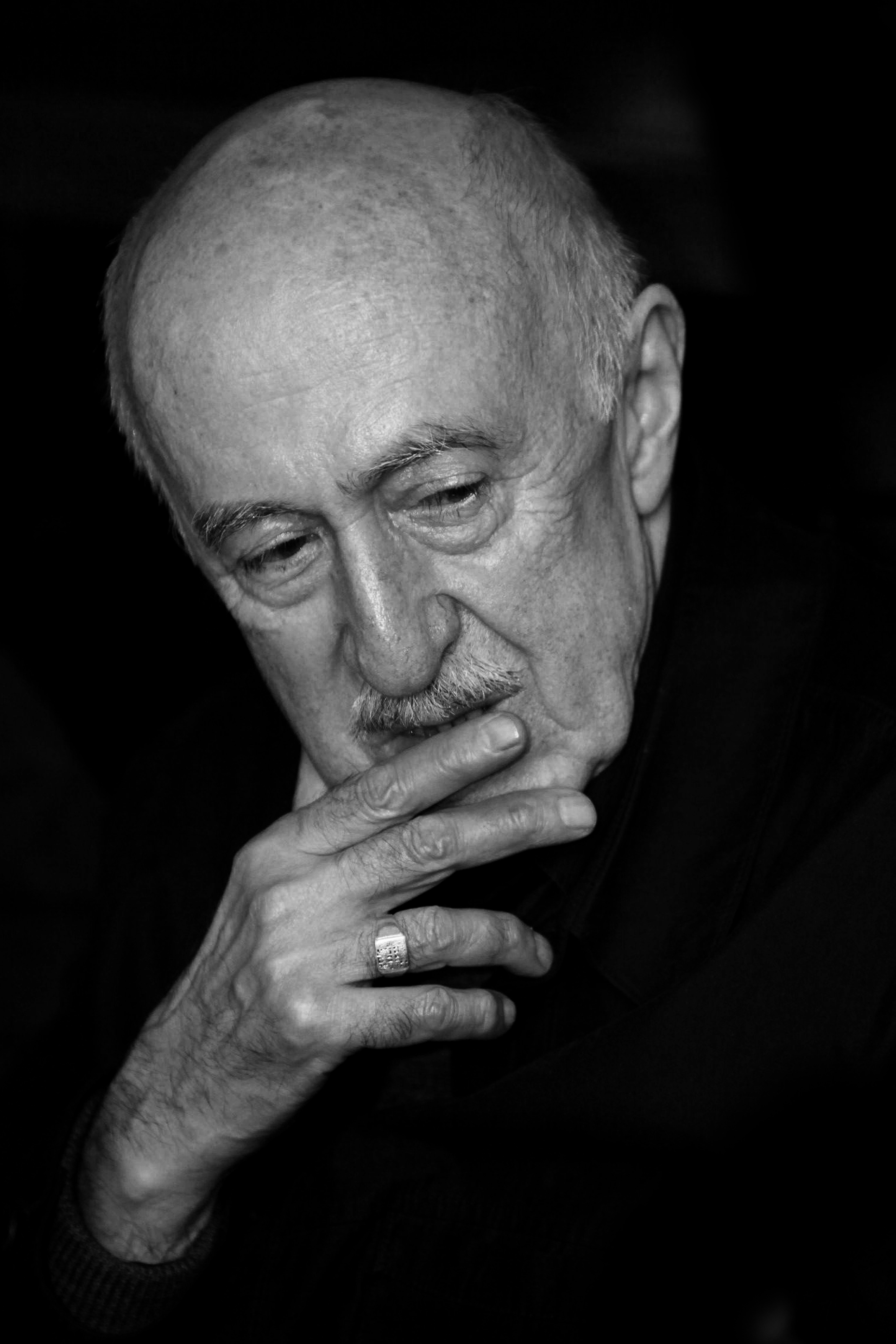
Otar Iosseliani, 2013

Otar Iosseliani (georgisch ოთარ იოსელიანი; * 2. Februar 1934 in Tiflis, Georgische SSR; † 17. Dezember 2023) war ein georgisch-französischer Filmregisseur. Er wurde wegen gesellschaftskritischer Filme in der Sowjetunion wiederholt zensiert und emigrierte 1982 nach Frankreich.

## Leben
Iosseliani studierte am Konservatorium Tiflis Musik, erhielt 1952 ein Diplom in Komposition, Dirigieren und Klavier. 1953 ging er nach Moskau, studierte zwei Jahre Mathematik, wechselte dann an das Staatliche Filminstitut (WGIK), lernte bei den Regisseuren Oleksandr Dowschenko und Micheil Tschiaureli und schloss 1961 mit einem Regiediplom ab.
Noch als Student begann er für die Grusia-Filmstudios in Tiflis zu arbeiten, zunächst als Regieassistent, dann als Redakteur für Dokumentarfilme. 1958 entstand sein erster Kurzfilm Akvarel. Sein erster längerer Film Aprili (dt. April), der sich gegen Konsumorientierung und für das einfache Leben ausspricht, wurde wegen exzessiven Formalismus verboten. Iosseliani wandte sich von der Filmindustrie ab und arbeitete zwischen 1963 und 1965 als Matrose und im Metallwerk von Rustawi. Aprili wurde erst 1972 veröffentlicht.
Iosselianis erster Spielfilm Die Weinernte, eine Satire über Weinpanscherei in Georgien, entstand 1966 und gewann den FIPRESCI-Preis auf dem Film-Festival Cannes. Sein Film Ein Sommer auf dem Dorf (georgisch Pastorali), der Intellektuelle und Bauern im ländlichen Georgien konfrontiert, verschwand nach der Fertigstellung 1976 für mehrere Jahre im Archiv, weil er wenig erbaulich sei. Später wurde er nur zur begrenzten Verbreitung freigegeben. Iosseliani fühlte sich erneut seiner künstlerischen Freiheit beraubt. Nach dem Erfolg des Sommers auf dem Dorf bei den Filmfestspielen Berlin 1982 verließ er die Sowjetunion, weil seine Filme dort der Zensur unterlagen, und emigrierte nach Frankreich.

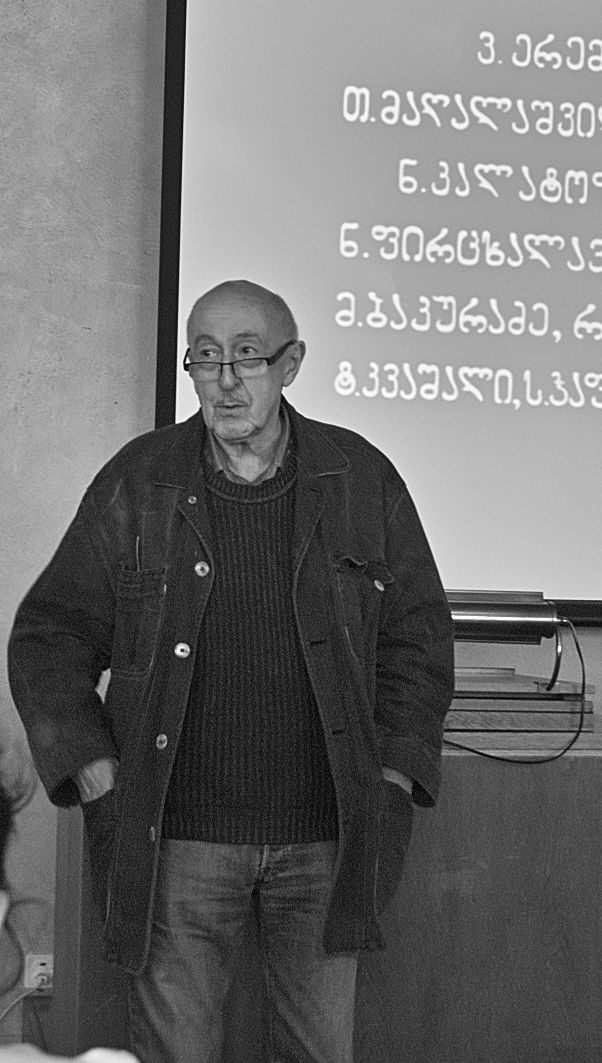
Iosseliani in Basel, 2015

1984 drehte er dort Die Günstlinge des Mondes, der im gleichen Jahr den Großen Preis der Filmfestspiele von Venedig gewann und ein internationaler Erfolg wurde. In den folgenden Jahren gingen zwei weitere Große Preise von Venedig an Iosseliani für seine Filme Und es ward Licht (1989) sowie Briganten (1996). Jagd auf Schmetterlinge erhielt 1992 den Großen Preis der Berliner Akademie der Künste, Montag Morgen einen Silbernen Bären für die Beste Regie bei den Filmfestspielen Berlin 2002.
Nach dem Zerfall der Sowjetunion blieb Iosseliani in Frankreich, wo er in Paris lebte. Er kehrte allerdings für die dreiteilige Fernsehdokumentation Seule, Géorgie (deutsch: Allein, Georgien, 1994) und den Film Briganten (1996) in seine frühere Heimat zurück. 1995 war er Jurymitglied beim 19. Internationalen Filmfestival Moskau.
Beim Filmfest München erhielt er 2011 für sein Lebenswerk den CineMerit Award, überreicht durch seinen ehemaligen Studenten, den Regisseur Dito Tsintsadze.
Iosseliani starb am 17. Dezember 2023 im Alter von 89 Jahren.

## Filmografie (Auswahl)
- 1958: Akwareli
- 1959: Sapownela
- 1961: April (Aprili)
- 1964: Gusseisen (Tudschi)
- 1967: Bald kommt der Frühling (Skoro pridjot wesna) (nur Drehbuch)
- 1967: Die Weinernte (Listopad)
- 1969: Alte georgische Lieder (Dsweli kartuli simgherebi)
- 1970: Es war einmal eine Singdrossel (Igo schamschwi mgalobeli)
- 1976: Ein Sommer auf dem Dorf (Pastorali)
- 1984: Die Günstlinge des Mondes (Les favoris de la lune)
- 1988: Ein kleines Kloster in der Toskana (Un petit monastere en Toscana) (Dokumentarfilm)
- 1989: Und es ward Licht (Et la lumière fut)
- 1992: Jagd auf Schmetterlinge (La chasse aux papillons)
- 1996: Briganten (Brigands)
- 1999: Marabus (Adieu, plancher des vaches!)
- 2002: Montag Morgen (Lundi matin)
- 2006: Gärten im Herbst (Jardins en automne)
- 2010: Chantrapas
- 2015: Winterlied (Chant d’hiver)